# Shawn Parker
Shawn Parker (Wiesbaden, 7 maart 1993) is een Duits voetballer van Amerikaanse afkomst die bij voorkeur als aanvaller speelt.

## Clubcarrière
Parker werd op zijn twaalfde opgenomen in de jeugdopleiding van FSV Mainz 05. Daarvoor speelde hij bij FC Bierstadt, FV Biebrich 02 en SV Wehen Wiesbaden. Hij maakte op 27 oktober 2012 zijn profdebuut namens Mainz, tegen TSG 1899 Hoffenheim in de Bundesliga. In zijn tweede wedstrijd, op 27 november 2012, scoorde hij zijn eerste treffer op het hoogste niveau, in een met 1-3 gewonnen wedstrijd uit bij het dan net gepromoveerde Eintracht Frankfurt.

## Interlandcarrière
Parker kwam uit voor diverse Duitse jeugdelftallen. Hij scoorde vijf doelpunten in veertien wedstrijden voor Duitsland -19. Voor Duitsland -20 maakte hij twee doelpunten in vier wedstrijden.